# La Chapelle-Biche

La Chapelle-Biche este o comună în departamentul Orne, Franța. În 1 ianuarie 2022 avea o populație de 532 de locuitori.